# Alchemilla cinerea
Alchemilla cinerea é uma espécie de rosácea do gênero Alchemilla, pertencente à família Rosaceae.